# Yann M'Vila
Yann Gérard M'Vila (Amiens, 29 de junio de 1990) es un futbolista francés. Juega de centrocampista y su equipo es el S. M. Caen del Championnat National.
Fue internacional absoluto con la selección de Francia entre 2010 y 2012, con la que disputó 22 encuentros.
Su hermano mayor Yohan M'Vila también es futbolista.

## Trayectoria

### Inicios
El primer club formativo fue el ES Sains-Saint-Fussien entre 1996 y 1999. En julio de 1999 entró a las inferiores del Amiens SC, donde pasó cinco temporadas y vivió con sus abuelos en París. Durante esta época admitió que había olvidado su sueño de ser futbolista profesional.
Fue en octubre de 2004 cuando un reclutador de talentos del Stade Rennais lo fichó. Fue parte de una de las canteras prometedoras del club en ese momento, con jugadores como: Damien Le Tallec, su hermano menor Anthony Le Tallec, Yohann Lasimant, Abdoul Razzagui Camara y Yacine Brahimi.

### Rennais
Firmó su primer contrato profesional con el Stade Rennais en la temporada 2006-07, junto a sus compañeros de cantera Le Tallec y Camara. Formó parte del equipo reserva del club en el Championnat National Amateur y fue promovido al primer equipo en la temporada 2008-09 con el dorsal 15.
Debutó en la temporada 2009-10, luego de su gran actuación en la selección de Francia sub-19, el 16 de agosto de 2009 en el empate 1-1 ante el Niza. Renovó su contrato con el club en septiembre de 2009. Sus actuaciones en el resto de la temporada fueron sobresalientes, el 18 de diciembre registró 100 de 112 pases completos en el encuentro contra el Valenciennes. Logró el segundo lugar como jugador joven de la Ligue 1, solo por debajo de Mamadou Sakho y fue incluido en el equipo de la temporada. Renovó su contrato con el club hasta el 2015 al término de la temporada.

### Rubin Kazan
El 22 de enero de 2013 se anunció su fichaje por el Rubin Kazán por 12 millones de euros.
En la pausa de invierno de la temporada 2013-14, se ausentó sin permiso de una concentración del equipo en Turquía y se quedó en Francia. Esto causó conflictos con el entrenador del equipo, Rinat Bilyaletdinov.

#### Préstamo al Inter de Milán
El 15 de julio de 2014 fue enviado a préstamo al Inter de Milán hasta el término de la temporada. Debutó en la Serie A el 31 de agosto en el empate sin goles ante el Torino. Sin embargo, dejó el club el 25 de enero luego de desacuerdos con el entrenador Roberto Mancini.
Tras su salida del Inter regresó a Rusia, donde entrenó con el Dinamo Moscú aunque no fichó oficialmente por el club. Ese periodo quedó marcado por un altercado en la habitación en que se hospedaba ya que el dueño alegó daños criminales y que no pagó el alquiler, por ello, el centrocampista se alojó en casa de su compatriota William Vainqueur.

#### Préstamo al Sunderland
El 6 de agosto de 2015 se unió a préstamo al Sunderland de la Premier League por toda la temporada. Debutó en el equipo sub-23 del club ante el Norwich City, sin embargo, fue expulsado al minuto 69 por un cabezazo a Jamar Loza. Anotó su primer gol en Inglaterra el 29 de agosto, un tiro libre de larga distancia al Aston Villa. Destacaron sus siguientes actuaciones en el club, fue nombrado jugador del partido en dos oportunidades, y recibió elogios por parte de su compañero Ola Toivonen, quien lo describió como un "jugador top de Europa".
En febrero de 2016 expresó su interés de fichar permanentemente por el Sunderland. Jugó 37 encuentros de Premier para el club, año en que el Sunderland aseguró su estancia en la primera categoría.
El 1 de septiembre de 2016 expresó su frustración por Instagram cuando se enteró de que el club no lo fichó y que no le contestaban el teléfono. Esto causó una masiva respuesta por parte de los fanáticos del club, ya que fue uno de los jugadores favoritos la temporada anterior.

#### Regreso al Rubin
Ya en Kazán, volvió a disputar un encuentro por su club el 22 de septiembre de 2016 contra el Chita en la Copa de Rusia, esta vez bajo la dirección de Javi Gracia. El 26 de diciembre de 2016 renovó su contrato con el club hasta 2020.

### Saint-Étienne
El 12 de enero de 2018 fichó por el Saint-Étienne.

## Selección nacional

### Categorías inferiores
Fue internacional en categorías inferiores con la selección de Francia desde la categoría sub-16. Fue parte del equipo de Francia sub-17 que alcanzó las semifinales del Campeonato Europeo Sub-17 de la UEFA 2007, donde perdieron contra Inglaterra, asegurando así su clasificación a la Copa Mundial de Fútbol Sub-17 de 2007 en Corea del Sur. En la cita mundialista, la selección gala alcanzó los cuartos de final, donde fueron eliminadas por España.
Con la selección sub-19 logró clasificar al Campeonato Europeo de la UEFA Sub-19 2009, donde además fue el capitán bajo la dirección de Jean Gallice.
Debutó con la selección sub-21 de Francia el 12 de agosto de 2009 en el empate 2-2 ante Polonia.

### Absoluta
El 11 de mayo de 2010 fue nombrado en la lista preliminar de 30 jugadoras para la Copa Mundial de Fútbol de 2010. Debutó con la selección de Francia el 11 de agosto de 2010 en la derrota por 2-1 ante Noruega. A pesar del resultado, el jugador recibió elogios por su actuación y fue nombrado jugador del partido.
Desde entonces se ganó un lugar en el equipo dirigido por Laurent Blanc en la clasificación para la Eurocopa 2012, donde lograron su clasificación.
En la Eurocopa 2012, M'Vila se perdió el primer encuentro contra Inglaterra por lesión y jugó el 15 de junio contra Ucrania.
Su último encuentro con su selección fue el 16 de octubre de 2012 con Francia sub-21 contra Noruega sub-21 en la clasificación para la Eurocopa Sub-21 de 2013. El 8 de noviembre de 2012, M'Vila fue suspendido del equipo nacional hasta junio de 2014 luego de una salida nocturna no autorizada durante una concentración con la selección sub-21.

## Estadísticas
Actualizado al último partido disputado el 10 de mayo de 2025.
| Club                                  | Div.          | Temporada     | Liga  | Liga  | Copas nacionales | Copas nacionales | Copas internacionales | Copas internacionales | Total | Total |
| Club                                  | Div.          | Temporada     | Part. | Goles | Part.            | Goles            | Part.                 | Goles                 | Part. | Goles |
| ------------------------------------- | ------------- | ------------- | ----- | ----- | ---------------- | ---------------- | --------------------- | --------------------- | ----- | ----- |
| Stade Rennais F. C. II Francia        | 4.ª           | 2007-08       | 13    | 0     | —                | —                | —                     | —                     | 13    | 0     |
| Stade Rennais F. C. II Francia        | 4.ª           | 2008-09       | 19    | 0     | —                | —                | —                     | —                     | 19    | 0     |
| Stade Rennais F. C. Francia           | 1.ª           | 2009-10       | 35    | 0     | 4                | 0                | —                     | —                     | 39    | 0     |
| Stade Rennais F. C. Francia           | 1.ª           | 2010-11       | 37    | 2     | 4                | 1                | —                     | —                     | 41    | 3     |
| Stade Rennais F. C. Francia           | 1.ª           | 2011-12       | 38    | 0     | 5                | 0                | 7                     | 1                     | 50    | 1     |
| Stade Rennais F. C. Francia           | 1.ª           | 2012-13       | 16    | 0     | 4                | 0                | —                     | —                     | 20    | 0     |
| Stade Rennais F. C. Francia           | Total club    | Total club    | 126   | 2     | 17               | 1                | 7                     | 1                     | 150   | 4     |
| Stade Rennais F. C. II Francia        | 5.ª           | 2012-13       | 1     | 0     | —                | —                | —                     | —                     | 1     | 0     |
| Stade Rennais F. C. II Francia        | Total club    | Total club    | 33    | 0     | 0                | 0                | 0                     | 0                     | 33    | 0     |
| F. C. Rubin Kazán · Rusia             | 1.ª           | 2012-13       | 5     | 0     | —                | —                | 0                     | 0                     | 5     | 0     |
| F. C. Rubin Kazán · Rusia             | 1.ª           | 2013-14       | 19    | 0     | 0                | 0                | 13                    | 0                     | 32    | 0     |
| Inter de Milán · Italia               | 1.ª           | 2014-15       | 8     | 0     | 0                | 0                | 6                     | 0                     | 14    | 0     |
| Inter de Milán · Italia               | Total club    | Total club    | 8     | 0     | 0                | 0                | 6                     | 0                     | 14    | 0     |
| Sunderland A. F. C. Inglaterra        | 1.ª           | 2015-16       | 37    | 1     | 3                | 0                | —                     | —                     | 40    | 1     |
| Sunderland A. F. C. Inglaterra        | Total club    | Total club    | 37    | 1     | 3                | 0                | 0                     | 0                     | 40    | 1     |
| F. C. Rubin Kazán · Rusia             | 1.ª           | 2016-17       | 21    | 1     | 2                | 0                | —                     | —                     | 23    | 1     |
| F. C. Rubin Kazán · Rusia             | 1.ª           | 2017-18       | 19    | 2     | 1                | 0                | —                     | —                     | 20    | 2     |
| F. C. Rubin Kazán · Rusia             | Total club    | Total club    | 64    | 3     | 3                | 0                | 13                    | 0                     | 80    | 3     |
| A. S. Saint-Étienne Francia           | 1.ª           | 2017-18       | 17    | 0     | 0                | 0                | —                     | —                     | 17    | 0     |
| A. S. Saint-Étienne Francia           | 1.ª           | 2018-19       | 37    | 0     | 3                | 0                | —                     | —                     | 40    | 0     |
| A. S. Saint-Étienne Francia           | 1.ª           | 2019-20       | 23    | 0     | 5                | 0                | 5                     | 0                     | 33    | 0     |
| A. S. Saint-Étienne Francia           | 1.ª           | 2020-21       | 1     | 0     | —                | —                | —                     | —                     | 1     | 0     |
| A. S. Saint-Étienne Francia           | Total club    | Total club    | 78    | 0     | 8                | 0                | 5                     | 0                     | 91    | 0     |
| Olympiacos F. C. · Grecia             | 1.ª           | 2020-21       | 33    | 4     | 5                | 1                | 12                    | 1                     | 50    | 6     |
| Olympiacos F. C. · Grecia             | 1.ª           | 2021-22       | 31    | 1     | 3                | 0                | 11                    | 1                     | 45    | 2     |
| Olympiacos F. C. · Grecia             | 1.ª           | 2022-23       | 31    | 0     | 4                | 0                | 10                    | 0                     | 45    | 0     |
| Olympiacos F. C. · Grecia             | Total club    | Total club    | 95    | 5     | 12               | 1                | 33                    | 2                     | 140   | 8     |
| West Bromwich Albion F. C. Inglaterra | 2.ª           | 2023-24       | 9     | 0     | —                | —                | —                     | —                     | 9     | 0     |
| West Bromwich Albion F. C. Inglaterra | Total club    | Total club    | 9     | 0     | 0                | 0                | 0                     | 0                     | 9     | 0     |
| S. M. Caen Francia                    | 2.ª           | 2024-25       | 19    | 1     | 0                | 0                | —                     | —                     | 19    | 1     |
| S. M. Caen Francia                    | Total club    | Total club    | 19    | 1     | 0                | 0                | 0                     | 0                     | 19    | 1     |
| Total carrera                         | Total carrera | Total carrera | 469   | 12    | 43               | 2                | 64                    | 3                     | 576   | 17    |
| 1. 2.                                 |               |               |       |       |                  |                  |                       |                       |       |       |

## Palmarés

### Títulos nacionales
| Título              | Club             | País   | Año  |
| ------------------- | ---------------- | ------ | ---- |
| Superliga de Grecia | Olympiacos F. C. | Grecia | 2021 |
| Superliga de Grecia | Olympiacos F. C. | Grecia | 2022 |

## Vida personal

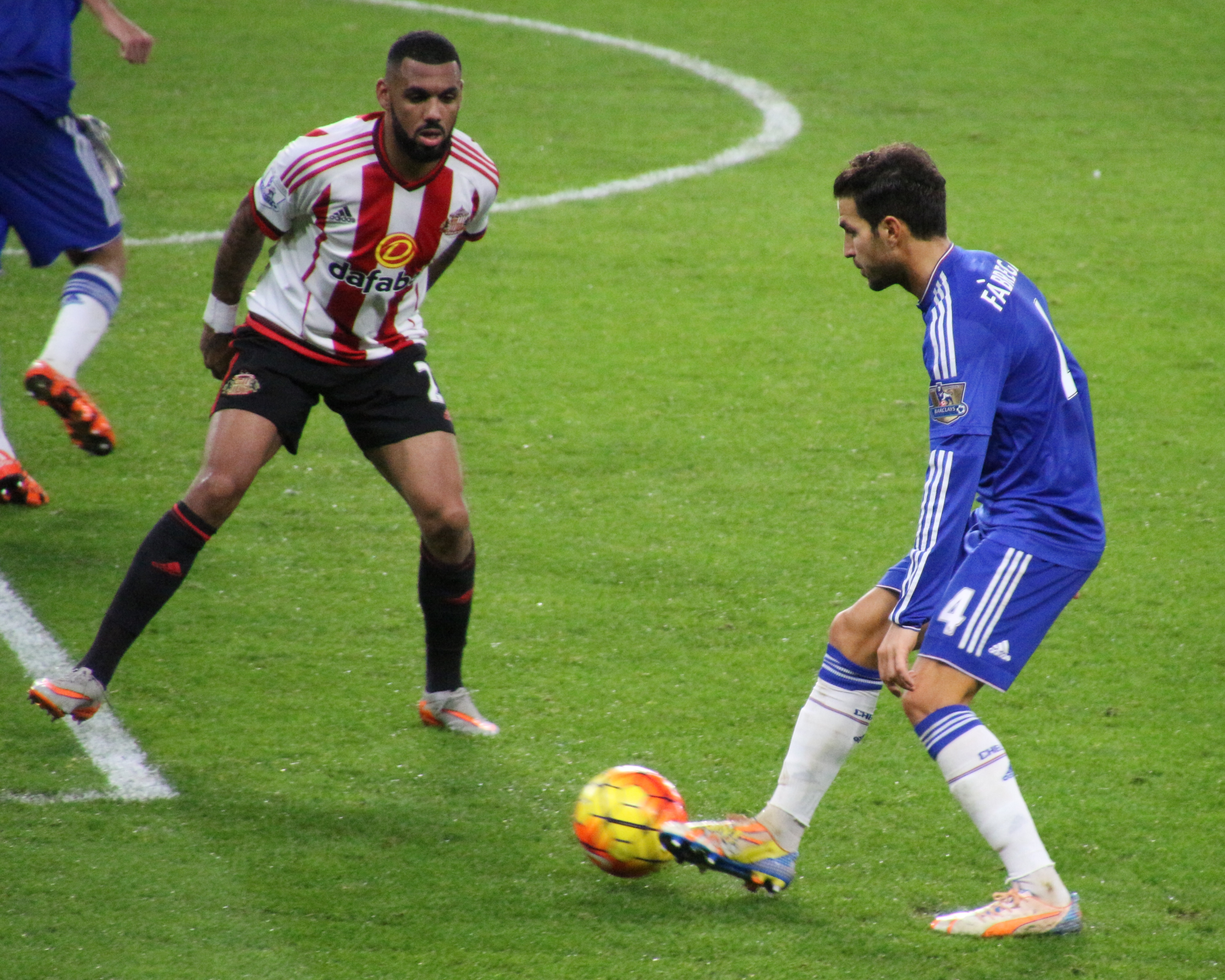
M'Vlia en un partido contra el Chelsea en 2016

Su padre Jean-Elvis M'Vila, originario de la República del Congo, fue futbolista durante 13 años en el equipo reserva del Amiens SC. Yann tiene dos hermanas menores y un hermano mayor, este último, Yohan M'Vila, también es futbolista profesional.
Yann fue padre a los 18 años, y luego nuevamente a los 20.
En 2016 se casó con la modelo francesa Shanika.
Durante la pandemia de COVID-19 en 2020, M’Vila donó 15 000 mascarillas al Centro Hospitalario de Saint-Étienne.